# ديريك دروين
ديريك دروين هو منافس ألعاب قوى كندي، ولد في 6 مارس 1990 في سارنيا في كندا.

## وصلات خارجية
- ديريك دروين على موقع الاتحاد الدولي لألعاب القوى (الإنجليزية)
- ديريك دروين على موقع الاتحاد الكندي لألعاب القوى (الإنجليزية)
- ديريك دروين على موقع الدوري الماسي (الإنجليزية)
- ديريك دروين على موقع TFRRS.org (الإنجليزية)
- ديريك دروين على موقع اللجنة الأولمبية الدولية (الإنجليزية)
- ديريك دروين على موقع أوليمبيديا (الإنجليزية)
- ديريك دروين على موقع اللجنة الأولمبية الكندية (الإنجليزية)
- ديريك دروين على موقع اتحاد ألعاب الكومنولث (مؤرشف) (الإنجليزية)